# Juan Manuel Blanc
Juan Manuel Blanc Bertrand (Barcelona, España; 1917— ibidem; 17 de octubre de 1983) fue un tenista español. Tras su retirada fue dirigente deportivo y capitán del equipo de Copa Davis de España.

## Biografía
Socio del Lawn-Tennis Club de Barcelona, destacó especialmente en dobles y por su juego de revés. Los mejores años de su carrera deportiva se situaron entre 1935 y 1941. A pesar de la interrupción por la guerra civil española, en ese período ganó dos títulos nacionales individuales, en 1940 y 1941, y otros dos de dobles, en 1935 con Enrique Maier y en 1941 con Olózaga. Fue también campeón de Cataluña en individuales (1940) y dobles (1935, 1942 y 1949). Disputó una eliminatoria de Copa Davis, en 1936, haciendo pareja en el partido de dobles con Maier, siendo superados por los alemanes Gottfried von Cramm y Kai Lund. El estallido del conflicto bélico español y posteriormente la Segunda Guerra Mundial le impidieron lograr una mayor participación internacional.
Tras su retirada de las pistas siguió vinculado al mundo del tenis. Fue capitán del equipo español de Copa Davis que en 1959 alcanzó la final de la zona europea. Posteriormente fue secretario de la Federación Española de Tenis y directivo del Real Club de Tenis Barcelona. También formó parte de la junta directa del F. C. Barcelona entre 1965 y 1969, bajo la presidencia de Enric Llaudet.